# Mowag Piranha
O Mowag Piranha é um veículo blindado de transporte de pessoal, de fabricação Suíça pela empresa Mowag GmbH. São disponibilizados nas versões 4x4, 6x6, 8x8 e 10x10.

## Operadores
- Arábia Saudita
  - Exército da Arábia Saudita
- Austrália
  - Exército da Austrália
- Bélgica
  - Exército da Bélgica
- Botswana
  - Exército da Botsuana
- Brasil
  - Corpo de Fuzileiros Navais do Brasil
- Canadá
  - Exército do Canadá
- Chile
  - Exército do Chile
- Dinamarca
  - Exército da Dinamarca
- Espanha
  - Exército da Espanha
- Estados Unidos
  - Exército dos Estados Unidos
  - Guarda Nacional dos Estados Unidos da América
  - Corpo de Fuzileiros Navais dos Estados Unidos
- Gana
  - Exército de Gana
- Irlanda
  - Exército da Irlanda
- Libéria
  - Exército da Libéria
- Nova Zelândia
  - Exército da Nova Zelândia
- Nigéria
  - Exército da Nigéria
- Omã
  - Exército de Omã
- Catar
  - Exército do Qatar
- Roménia
  - Exército da Romênia
- Serra Leoa
  - Exército de Serra Leoa
- Suécia
  - Exército da Suécia
- Suíça 
  - Exército da Suíça
- Uruguai
  - Exército do Uruguai

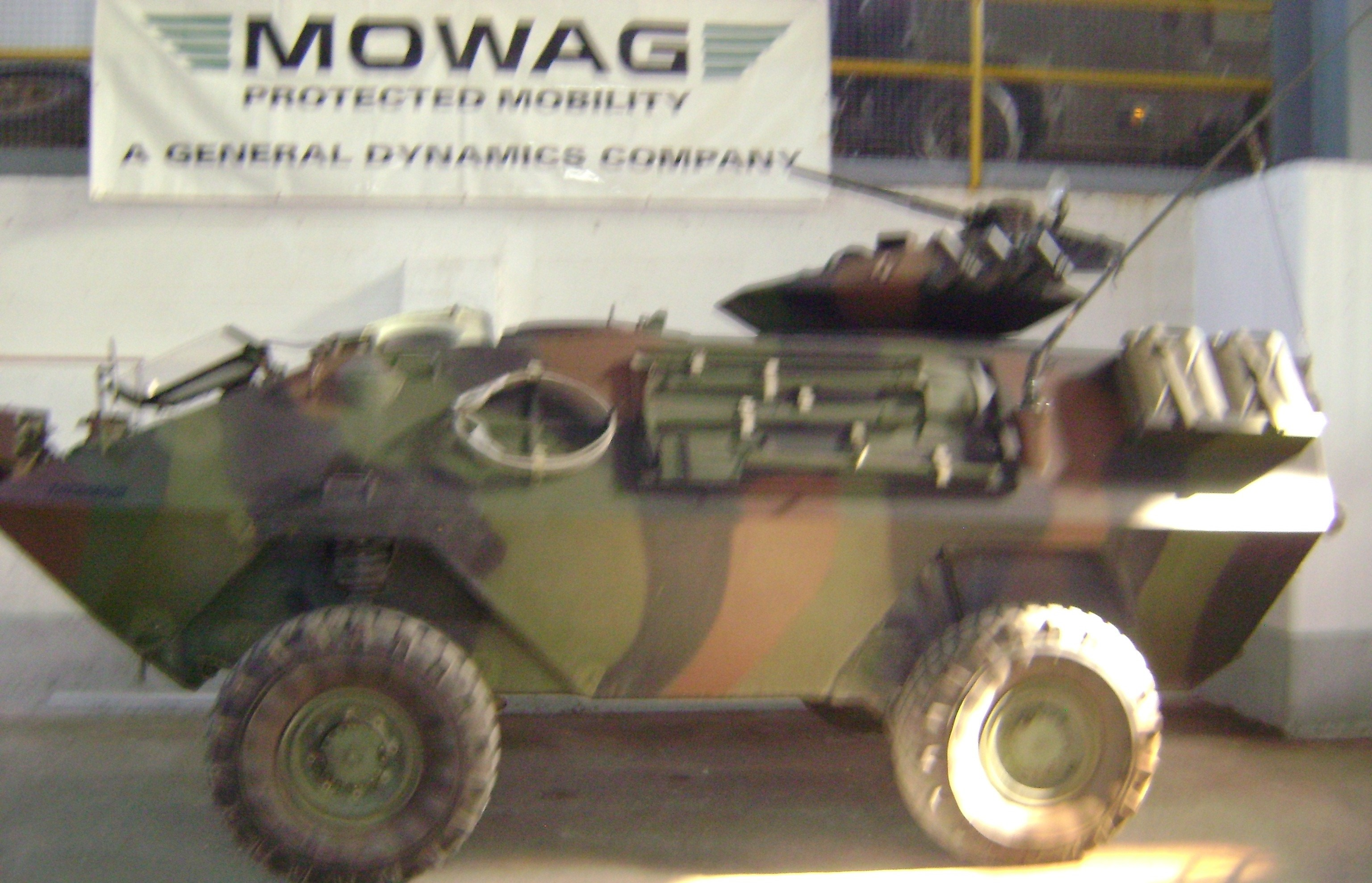
Piranha IB 4x4 primeira versão produzida.
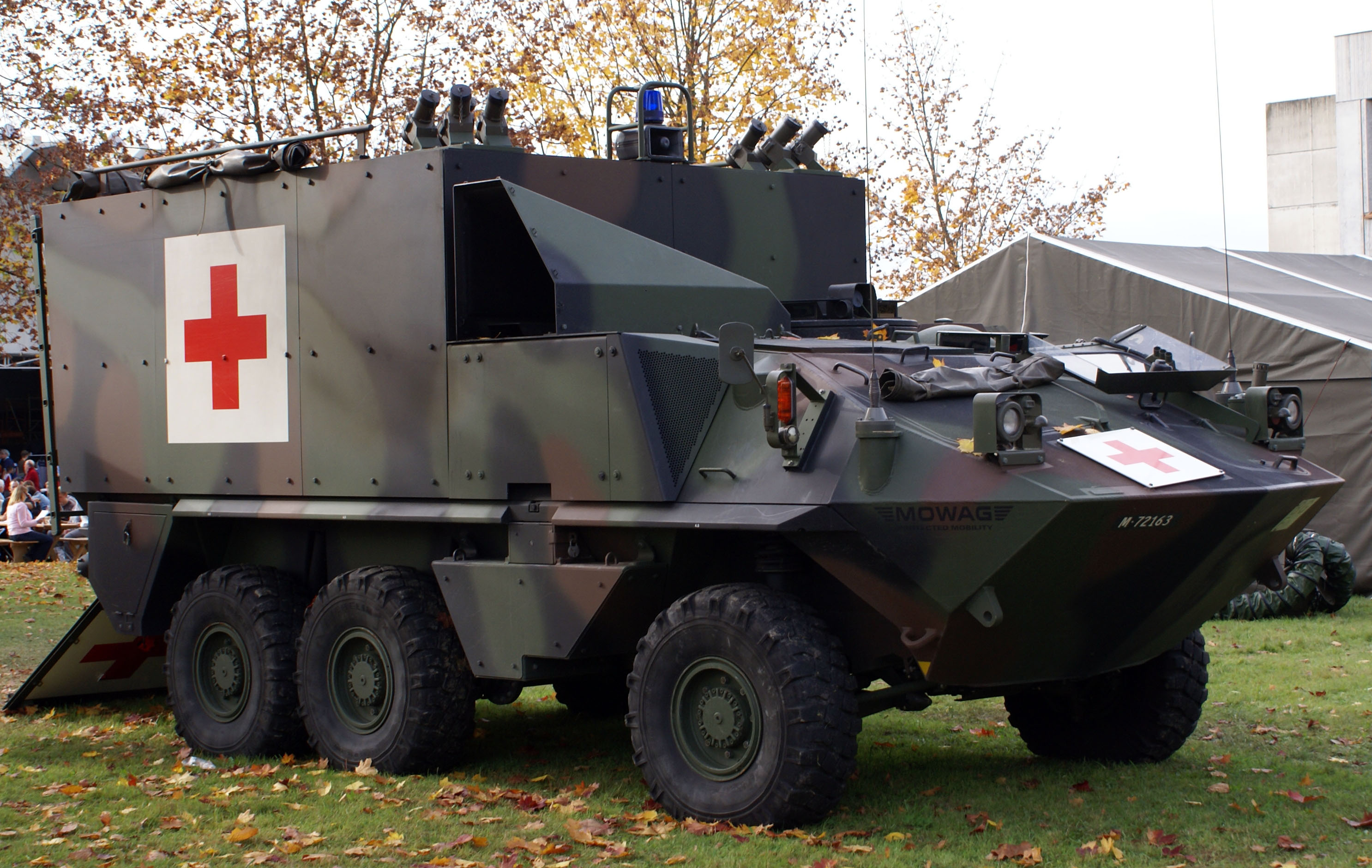
Piranha IB 6x6 ambulância.
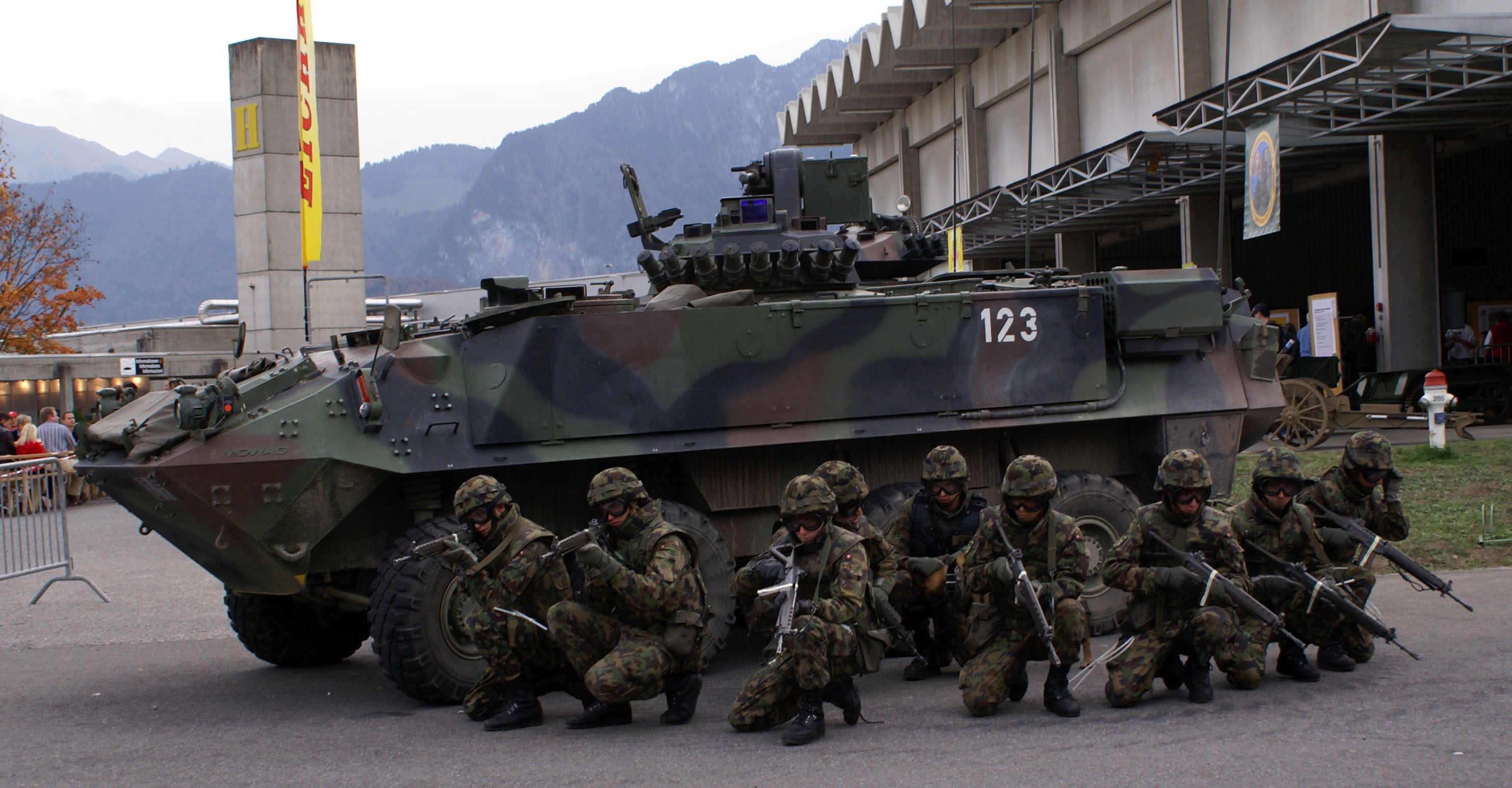
Também é usado pelas Forças Armadas da Suíça
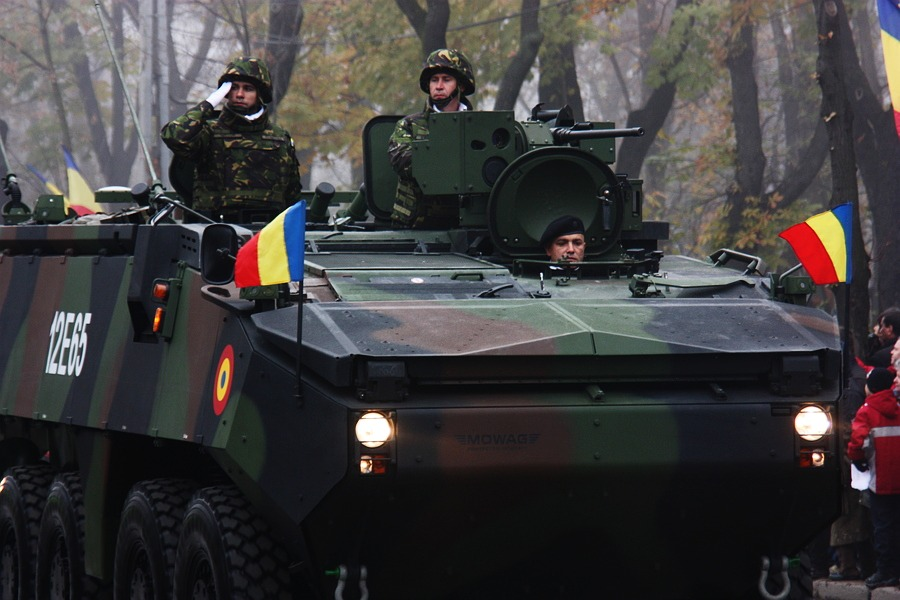
E pelo Exército da Romênia
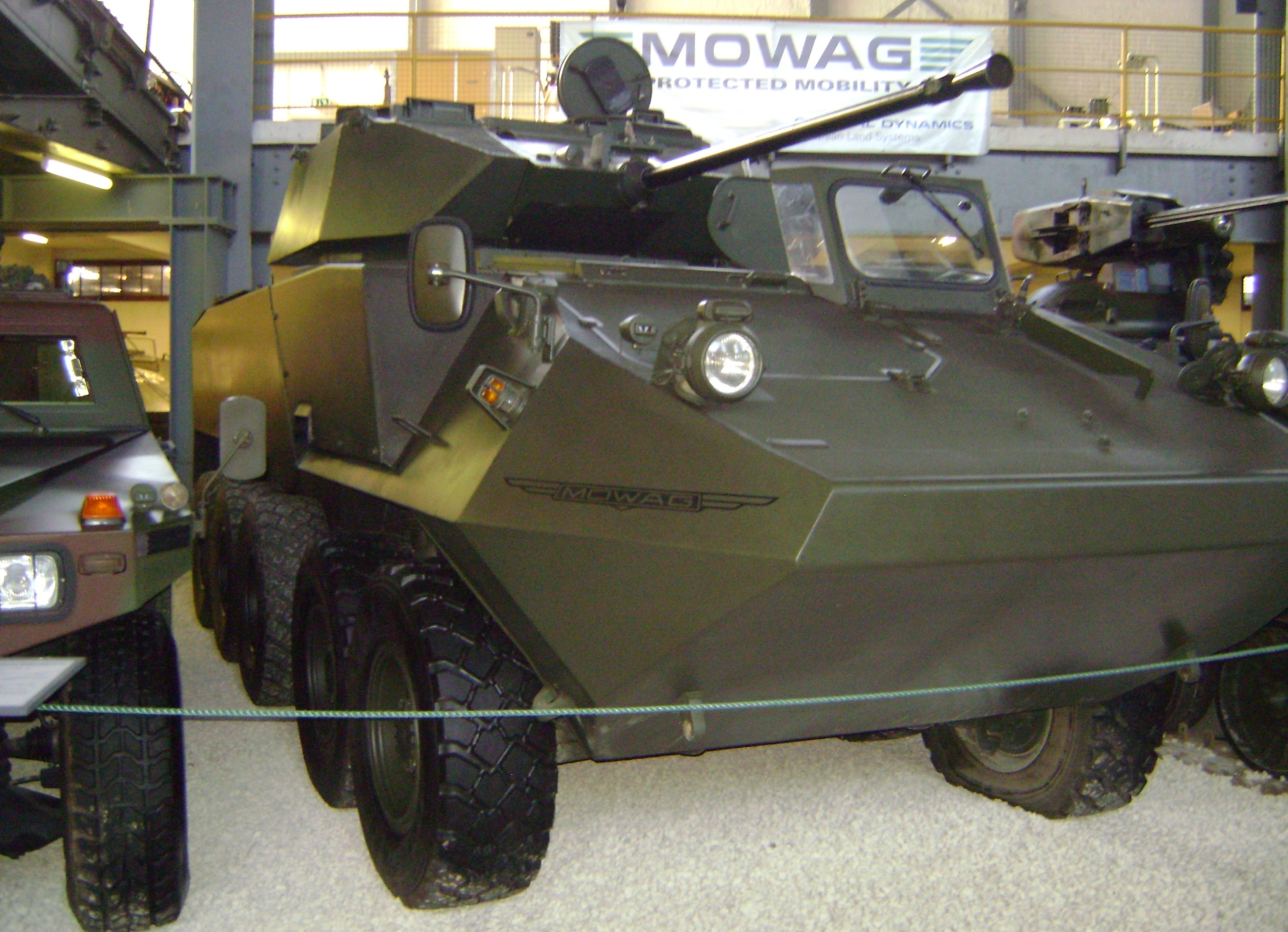
Piranha IIIC 10x10.